# Râul Piatra Acră
Râul Piatra Acră este un curs de apă, afluent al râului Băiașu.  

## Hărți
- Harta Munții Cozia [nefuncțională – arhivă]